# Jo Achermann
Josef Anton «Jo» Achermann (* 27. Mai 1954 in Stans, Schweiz) ist ein Schweizer Bildhauer. Seit 1994 ist er Professor für plastisches Gestalten an der Brandenburgischen Technischen Universität (BTU) in Cottbus. Nach einer Ausbildung bei Günther Uecker in Düsseldorf als Bildhauer machte er sich einen Namen mit Großplastiken in Ausstellungen und im öffentlichen Raum.

## Biografie
Jo Achermann wurde am 27. Mai 1954 in Stans im Schweizer Kanton Nidwalden geboren. Zwischen 1969 und 1976 machte der Stanser eine Lehre als Käser und arbeitete auch in diesem Beruf. Im Sommer 1976 besuchte er den Vorkurs für plastisches Gestalten bei Anton Egloff an der Hochschule für Gestaltung in Luzern. Ab 1980 studierte Jo Achermann an der Kunstakademie in Düsseldorf im Orientierungsbereich Bildhauerei bei Professor Günther Uecker. Der Künstler erhielt 1983 das P.S.1-Stipendium der Kunstakademie in Düsseldorf, welches ihm 1984 ein Jahr im Atelier in New York zu verbringen erlaubte. In diesem Jahr erhielt er den Bernhard-Hoetger-Preis. Als Meisterschüler bei Professor Günther Uecker erhielt er 1986/87 das Eidgenössische Kunststipendium der Schweiz. Während seiner Zeit als Meisterschüler an der Kunstakademie in Düsseldorf konnte er seine erste Einzelausstellung Am Saar Staden in der Stadtgalerie in Saarbrücken der Öffentlichkeit präsentieren. Die erste Einzelausstellung in der Schweiz fand unter dem Namen Raumplastik in der Galerie Chäslager in Stans 1988 statt. In den Jahren 1990 bis 1993 hatte Jo Achermann einen Lehrauftrag für Bildhauerei an der Kunstakademie Düsseldorf. 1994 wurde der Künstler als Professor für Bildhauerei, Lehrstuhl Plastisches Gestalten an die Brandenburgische Technische Universität Cottbus berufen. Seit 2008 gehört auch das Lehrgebiet Zeichnen und Malen zum Lehrstuhl für Plastisches Gestalten an der BTU Cottbus.
Im Jahr 2000 erschien im Verlag Martin Wallimann ein Buch mit einer umfassenden Darstellung seines künstlerischen Schaffens, seinen künstlerischen Vorbildern und seiner Denkweise in sechs Gesprächen mit Fabrizio Brentini.
Jo Achermann ist mit der Architektin Agata Pekkacz verheiratet, mit der er einen Sohn hat. Der Künstler lebt mit seiner Familie in Berlin-Charlottenburg. Zudem wohnt er in Cottbus und Kerns, Schweiz.

## Künstlerisches Schaffen
Jo Achermann verwendet für seine plastischen Arbeiten praktisch ausnahmslos Holz. Für seine ersten Arbeiten schnitt er die Baumstämme mit der Motorsäge zu rechteckigen Profilen, später arbeitete er vorwiegend mit entrindeten Baumstämmen. Immer mehr benutzt der Künstler maschinell zugeschnittene Balken und Latten, industrielle Massenware. Seine Arbeiten in Innenräumen beanspruchen oft den ganzen Raum, die Holzstämme sperren sich meistens zwischen Decke, Boden und Wände. Seine meist temporären Arbeiten hält er fotografisch fest, um damit seine räumlichen Absichten darzustellen. Parallel zu den plastischen Arbeiten fertigt er auch Holzdrucke an.
Vielfältige Eindrücke beeinflussen das Schaffen des Künstlers: die Holzkirchen im Norden und Osten Europas, wie auch die Holzarchitektur nach 1980, die Arbeiten von Christo und Jeanne-Claude, das figürliche Schaffen von Ernst Barlach, Katsura Funakoshi, Ernst Ludwig Kirchner, Hermann Scherer, Georg Baselitz, Josef Felix Müller und Stephan Balkenhol. Die Beschäftigung mit dem Werk von Constantin Brancusi war ein wichtiger Bestandteil seines Werdegangs als Künstler.

## Lehrtätigkeit
Jo Achermann unterrichtet an der BTU Cottbus Architekturstudenten in Plastischem und Bildnerischem Gestalten. Wie schon sein Lehrer Günther Uecker mit seinen Studenten die Akademie verliess und an ungewöhnlichen Orten ging (1987 auf dem Gelände der Gesellschaft für Strahlen- und Umweltforschung in München), erarbeiteten Jo Achermanns Studenten in den Kliniken der Niederlausitz angewandte Arbeiten zur Aufwertung der Innenräume.
2004 wurden in der Kinderklinik Niederlausitz in Lauchhammer die Zimmer, Gänge, Behandlungsräume und die Beschriftungen von seinen Studenten unter dem Motto Die Welt ist rund erarbeitet.
2006 realisierte er mit seinen Studenten weitere Arbeiten im Klinikum Niederlausitz, Abteilung Geriatrie. Sie arbeiteten nach dem Motto: Die Welt ist bunt, die Welt ist schwarz/weiss.
2008/2009 wurde der Lehrstuhl für Plastisches Gestalten an der BTU Cottbus angefragt, die Innenraumgestaltung der Klinik für Psychiatrie, Psychosomatische Medizin und Psychotherapie des Klinikums Niederlausitz zu gestalten. Das Spektrum der installierten Arbeiten reicht von Malerei über Fotografie bin hin zu Möbelobjekten.

## Arbeiten im öffentlichen Raum
Jo Achermann hat vor allem in der Zentralschweiz einige künstlerische Arbeiten aus Holz im öffentlichen Raum geschaffen.
- 1984 Kulturkasten, Kantonsspital Obwalden, Sarnen
- 1988 12 Eichen, Glaubenberg
- 1992 Säulenhalle, Schulhaus Kerns
- 1992 Sensor, Gewerbeschule, Luzern
- 1997 Turm, Holzdruck, UBS (Schweizerische Bankengesellschaft), Stans
- 2001 Durch - Gang, Eingang Hauptgebäude der BTU Cottbus, Cottbus
- 2003 Horizont-Verflechtung, Lorzenebene, Zug
- 2004 Energiezentrale, Zentrumsüberbauung, Kerns
- 2009 Ohne Titel, Eingang Klinikum Niederlausitz, Senftenberg

## Arbeiten an Kirchen
- 1993 Chorraumgestaltung, Katholische Kirche, Oensingen
- 1994 Chorraumgestaltung, Katholische Kirche, St. Niklausen bei Kerns
- 1996 Altar und Ambo, Katholische Kirche, Gurtnellen-Wyler
- 2001 Chorraumgestaltung, Katholische Kirche, Vitznau
- 2003 Katholische Kirche St. Canisius, Berlin

## Ausgewählte Einzelausstellungen
(Quellen:)
- 1986 Am Saar Staden, Stadtgalerie Saarbrücken
- 1988 Raumplastik, Galerie Chäslager, Stans
- 1989 Pavillon, Galerie Annelie Brusten, Wuppertal
- 1991 Zwischenraum, Kunsthaus, Zug
- 1992 BWA Awangarda (Kunsthalle Breslau, Wrocław, PL)
- 1994 Galerie b, Luzern
- 1995 Innen-Raum, Galerie Hofmatt, Sarnen
- 1997 Treppenhaus, Galerie Annelie Brusten, Wuppertal
- 1997 Acht Tage. Holzdrucke, Kunstraum alte EWO-Zentrale, Giswil
- 1997 Salz-Magazin, Nidwaldner Museum, Stans
- 2001 Galerie Marianne Grob, Berlin
- 2001 Zwischen-Durch Brandenburgische Kunstsammlungen, Cottbus
- 2003 Horizont-Verflechtung, Kunsthaus Zug, Zug
- 2004 Raumsichten, Museum Bruder Klaus, Sachseln
- 2006 Countdown 01-00, Heidelberger Kunstverein, Heidelberg
- 2007 Innen-Raum II Galerie Hofmatt, Sarnen
- 2009 horizontal-vertikal, Kunstmuseum Spendhaus, Reutlingen
- 2010 Galerie Marianne Grob, Berlin

## Ausgewählte Gruppenausstellungen
(Quellen:)
- 1982 Junge Bildhauer in Düsseldorf, Skulpturenpark Seestern, Düsseldorf
- 1985 Uecker und seine Schüler: Arbeiten aus dem Glarnerland, Galerie Tschudi, Glarus
- 1985 Der Baum, Kunstverein, Heidelberg
- 1986 Skulpturen - Strukturen, Kunstverein, Kronach
- 1987 10 junge Bildhauer, Bundesgartenschau, Düsseldorf
- 1988 Folgeausstellung, Landenberg, Sarnen
- 1990 International Art Expo, Galerie Dorothea van der Koelen, Chicago
- 1994 Sequenzen, Kunstmuseum, Olten
- 1995 Schweizer Plastik Ausstellung, Môtieres
- 1997 100 KunstWerke. 2. Kunstausstellung des Landes Brandenburg, Messezentrum, Cottbus
- 2011 Best of Papa Jo's, Kunstmuseum Dieselkraftwerk Cottbus[5]